# Cristofer Clemente
Pour les articles homonymes, voir Clemente.
Cristofer Clemente Mora, né le 15 octobre 1985 à San Sebastián de la Gomera, est un traileur espagnol. Il a remporté le classement Ultra de la Skyrunner World Series 2016. Il a également remporté deux médailles d'argent aux championnats du monde de trail.

## Biographie
Né à San Sebastián de la Gomera, Cristofer pratique le football comme la plupart des enfants de son village. Il s'intéresse à l'athlétisme durant le collège et obtient de bons résultats en sprint. À la fin de sa scolarité obligatoire, il se lance dans des études de restauration afin de pouvoir travailler dans le restaurant familial. Abandonnant le sport, il prend du poids et pèse jusqu'à 87 kg. Après avoir été diplômé de l'IES San Sebastián, il travaille dans le restaurant familial et devient arbitre de football. Il améliore sa condition physique, notamment en courant près de chez lui. Il perd 20 kg et encouragé par ses partenaires de jogging, il s'inscrit au semi-marathon de Las Galletas en 2010 qu'il termine en 1 h 22. Cette performance le fait rencontrer son entraîneur actuel, David Alcón, qui l'aide à s'améliorer en course à pied. Cependant, Cristofer s'ennuie rapidement des courses sur route et s'essaie au trail. Sans aucune préparation spécifique, il prend part aux 18 km du Maratón del Meridiano qu'il remporte. Il décroche ensuite la troisième place au semi-marathon de la Transvulcania. Encouragé par ces bons résultats, Cristofer abandonne l'arbitrage du football pour se consacrer exclusivement au trail. En octobre 2011, il s'inscrit au Trail 'Siempre en Play' Challenge de 90 km, attiré par une prime de victoire alléchante de 6 000 euros. Sans expérience sur une distance aussi longue, Cristofer parvient à s'imposer et voit sa notoriété décoller,.
Il se révèle sur la scène internationale en 2015. Le 6 septembre, il effectue une excellente course au Rut 50K. Collant aux basques de Franco Collé, il parvient à se placer en tête de course mais voit ensuite l'Italien le devancer dans la dernière descente et termine deuxième. Grâce à une saison consistante, il décroche la deuxième place du classement Ultra de la Skyrunner World Series derrière Luis Alberto Hernando. Cristofer conclut la saison en remportant le classement Ultra de la Skyrunner Spain-Andorra Series.
Il connaît une excellente saison 2016. Le 4 juin, il fait parler son expérience du terrain pour s'emparer de la tête de course de l'Ultra SkyMarathon Madeira en fin de parcours et remporter la victoire en un temps record de 6 h 0 min 28 s. Le 4 septembre, il s'élance sur un parcours grandement modifié au Rut 50K en raisons des conditions météorologiques difficiles. Adoptant un rythme prudent en début de course, il accélère sur la fin pour doubler ses adversaires et s'emparer de la victoire. Il conclut la saison en effectuant une course solide à l'Ultra Pirineu. Pointant en troisième position durant la course, il est assuré du titre et assure sa position. Il s'impose aisément au classement final devant le Français Nicolas Martin. Il remporte de plus son second titre Ultra dans la série nationale.
Cristofer est sélectionné dans l'équipe nationale pour les championnats du monde de trail 2017 à Badia Prataglia. Tandis que Luis Alberto Hernando se bat en tête pour le titre, Cristofer effectue une course patiente aux côtés de Daní Garcia. Mettant la pression sur ses adversaires, Cristofer hausse le rythme en fin de parcours et remonte de la neuvième à la deuxième place. Avec Daní cinquième, le trio espagnol remporte l'or par équipes.
Le 23 février 2018, il effectue à nouveau une course d'attente lors de la Transgrancanaria. Attendant la fin de course pour porter son attaque, il se hisse sur la troisième marche du podium. Le 13 mai, il participe à nouveau aux championnats du monde de trail à Penyagolosa. Tandis que Zach Miller prend un départ rapide, son compatriote Luis Alberto Hernando démontre l'étendue de ses talents en rattrapant l'Américain puis en le doublant sur un rythme soutenu. Comme à son habitude, Cristofer porte son attaque en fin de course et remonte en deuxième place mais doit faire face aux assauts de Thoman Evans pour conserver sa place. Il décroche à nouveau la médaille d'or au classement par équipes.
Le 22 février 2019, alors que Pau Capell se dirige vers une troisième victoire, Cristofer profite de la défaille d'Hayden Hawks pour remonter dans les positions de tête et termine troisième de la Transgrancanaria derrière Pablo Villa. Annoncé comme favori sur la CSP des Penyagolosa Trails le 13 avril, il domine la majorité de la course. Tandis que tout le monde s'attend à le voir franchir la ligne d'arrivée le premier, l'Andorran Ernest Ausiró surprend tout le monde en prenant la tête à quelques kilomètres de d'arrivée pour remporter la victoire avec moins de quatre minutes d'avance sur Cristofer.

## Palmarès
| no  | masculin           | Course                                 | Longueur | Départ            | Temps            |
| --- | ------------------ | -------------------------------------- | -------- | ----------------- | ---------------- |
| 2e  | Médaille d'argent  | Maratón Alpino Madrileño               | 42 km    | 16 juin 2013      | 4 h 16 min 30 s  |
| 1re | Médaille d'or      | Tenerife Bluetrail - Trail             | 51 km    | 19 octobre 2013   | 4 h 21 min 41 s  |
| 3e  | Médaille de bronze | Transgrancanaria Advanced              | 82 km    | 1er mars 2014     | 8 h 23 min 39 s  |
| 2e  | Médaille d'argent  | Zugspitz Ultratrail                    | 100 km   | 20 juin 2014      | 11 h 14 min 40 s |
| 3e  | Médaille de bronze | Msig Sai Kung 50                       | 50 km    | 7 février 2015    | 5 h 15 min 7 s   |
| 2e  | Médaille d'argent  | Ultra SkyMarathon Madeira              | 55 km    | 13 juin 2015      | 6 h 17 min 23 s  |
| 2e  | Médaille d'argent  | The Rut 50K                            | 50 km    | 6 septembre 2015  | 5 h 19 min 28 s  |
| 1re | Médaille d'or      | Vulcano Ultra-Trail - Ultra Terra 100k | 100 km   | 5 décembre 2015   | 12 h 31 min 46 s |
| 1re | Médaille d'or      | Ultra SkyMarathon Madeira              | 55 km    | 4 juin 2016       | 6 h 0 min 28 s   |
| 1re | Médaille d'or      | The Rut 50K                            | 50 km    | 4 septembre 2016  | 3 h 51 min 12 s  |
| 3e  | Médaille de bronze | Ultra Pirineu                          | 110 km   | 24 septembre 2016 | 12 h 47 min 19 s |
| 3e  | Médaille de bronze | K42 Adventure Marathon                 | 42 km    | 19 novembre 2016  | 3 h 36 min 52 s  |
| 2e  | Médaille d'argent  | Msig Lantau 50                         | 50 km    | 4 décembre 2016   | 5 h 44 min 38 s  |
| 2e  | Médaille d'argent  | Championnats du monde de trail         | 50 km    | 10 juin 2017      | 4 h 24 min 29 s  |
| 2e  | Médaille d'argent  | 80 km du Mont-Blanc                    | 90 km    | 23 juin 2017      | 11 h 16 min 55 s |
| 1re | Médaille d'or      | Msig Lantau 50                         | 50 km    | 3 décembre 2017   | 5 h 49 min 2 s   |
| 3e  | Médaille de bronze | Transgrancanaria                       | 128 km   | 23 février 2018   | 13 h 22 min 48 s |
| 1re | Médaille d'or      | Pacifik Trail                          | 63 km    | 18 mars 2018      | 6 h 19 min 14 s  |
| 2e  | Médaille d'argent  | Championnats du monde de trail         | 85 km    | 12 mai 2018       | 8 h 46 min 19 s  |
| 2e  | Médaille d'argent  | Zugspitz Ultratrail                    | 101 km   | 16 juin 2018      | 10 h 59 min 51 s |
| 3e  | Médaille de bronze | Transgrancanaria                       | 128 km   | 22 février 2019   | 13 h 42 min 54 s |
| 2e  | Médaille d'argent  | Penyagolosa Trails - CSP               | 110 km   | 13 avril 2019     | 12 h 0 min 22 s  |
| 1re | Médaille d'or      | Haria Extreme Lanzarote - Ultra        | 94 km    | 16 novembre 2019  | 8 h 39 min 23 s  |
| 2e  | Médaille d'argent  | Trail 100 Andorra-Pyrenees             | 125 km   | 25 juin 2021      | 22 h 25 min 9 s  |
| 3e  | Médaille de bronze | Transvulcania                          | 75 km    | 22 octobre 2022   | 7 h 45 min 32 s  |
| 2e  | Médaille d'argent  | Valhöll Argentina                      | 129 km   | 12 mai 2023       | 15 h 11 min 6 s  |
| 1re | Médaille d'or      | Tenerife Bluetrail                     | 102 km   | 8 juin 2023       | 10 h 32 min 21 s |
| 3e  | Médaille de bronze | KAT100 - Endurance Trail               | 92 km    | 3 août 2023       | 10 h 41 min 52 s |
| 1re | Médaille d'or      | Puerto Vallarta by UTMB - Hikuri 100K  | 95 km    | 4 novembre 2023   | 10 h 3 min 55 s  |
| 1re | Médaille d'or      | Ultra Trail Métropole Nice Côte d'Azur | 159 km   | 4 octobre 2024    | 21 h 22 min 14 s |